# ادا اونفي (تيمليلت)
ادا اونفي هي إحدى مشيخات المملكة المغربية، تتبع جغرافيا لإقليم شيشاوة وإداريًا لتيمليلت. يقدر عدد سكانها بـ 7186 نسمة حسب الإحصاء الرسمي للسكان والسكنى لسنة 2004.